# Estación de Alegría de Oria
Alegría de Oria (en euskera y según Adif Alegia) es un apeadero ferroviario situado en el municipio español de Alegría de Oria en la provincia de Guipúzcoa, comunidad autónoma del País Vasco.
Forma parte la línea C-1 de la red de Cercanías San Sebastián operada por Renfe.  

## Situación ferroviaria
La estación se encuentra en el punto kilométrico 592,715 de la línea férrea de ancho convencional  que une Madrid con Hendaya a 99,85 metros de altitud. El tramo es de vía doble y está electrificado.

## Historia
La estación fue inaugurada el 1 de septiembre de 1863 con la puesta en marcha del tramo Beasáin-San Sebastián de la línea radial Madrid-Hendaya. Su explotación inicial quedó a cargo de la Compañía de los Caminos de Hierro del Norte de España quien mantuvo su titularidad hasta que en 1941 fue nacionalizada e integrada en la recién creada RENFE. Desde el 31 de diciembre de 2004 Renfe Operadora explota la línea mientras que Adif es la titular de las instalaciones ferroviarias.

## La estación
Aunque Alegría de Oria conserva un clásico edificio para viajeros de dos plantas el mismo permanece cerrado convirtiendo la estación en un simple apeadero compuesto por dos andenes laterales y dos vías. Los cambios de andén se realizan a nivel.  

## Servicios ferroviarios

### Cercanías
Los trenes de cercanías de la línea C-1 son los únicos que se detienen en la estación. 